# James Franklin
James L. Franklin é um meteorologista norte-americano, especialista em previsão do tempo do Centro Nacional de Furacões dos Estados Unidos. Graduou-se no Instituto de Tecnologia de Massachusetts, e na escola Ransom Everglades em 1976, em Miami, onde foi co-orador oficial. Franklin gosta de acrescentar sua sagacidade para muitas de suas previsões, assim como seu colega Lixion Avila e em contraste com o comentário muitas vezes seco de outros analistas.